# Dermanowski Wierch
Dermanowski Wierch (558 m) – szczyt w Paśmie Jaworzyny w Beskidzie Sądeckim. Znajduje się w bocznym grzbiecie odbiegającym od głównej grani tego pasma w południowo-zachodnim kierunku i oddzielającym dolinę Głęboczanki od doliny Jaworzyny. W grzbiecie tym kolejno z południa na północ znajdują się: Bystra (520 m), Dermanowski Wierch (562 m), Cycówka (593 m) Skała (773 m) i Zadnie Góry (814, 831, 968 m). 
Dermanowski Wierch wznosi się nad miejscowościami Głębokie i Kokuszka. Jest częściowo tylko zalesiony, większą część jego stoków zajmują pola uprawne tych miejscowości. Od zachodniej strony stoki opadają do doliny Popradu, od wschodniej do Jaworzynki. W stokach wschodnich znajduje się wyciąg narciarski z Kokuszki na szczyt Dermanowskiego Wierchu.
Przez Dermanowski Wierch nie prowadzi żaden szlak turystyczny, wyznakowanie go jest jednak w projekcie rozwoju turystyki gminy Piwniczna-Zdrój.